# Bystré sedlo (Vysoké Tatry)
Bystré sedlo (dříve také Lorenzovo sedlo, 2314 m) leží v Soliskovém hřebeni v blízkosti Furkotského štítu ve slovenských Vysokých Tatrách. Do roku 1993 tvořilo turistickou spojnici Mlynické a Furkotské doliny, načež byla žlutá turistická značka posunuta na jih a turistický přechod vede přes Bystrou lávku mezi Bystrými vežičkami a Bystrými hrby. Je dostupný jen v letní sezóně od 15. června do 31. října. Ze sedla jsou nádherné výhledy na Štrbský štít, hřeben Bášt, Veľké Solisko, Kriváň, Okrúhle, Capie a Vyšné Wahlenbergovo pleso.

## Rozhled z Bystrého sedla
Z Bystrého sedla je nádherný rozhled jak na východní, tak na západní stranu. Při pohledu k severovýchodu je patrný hřeben rozsochy Kriváně, s výrazným zubem Štrbského štítu (2381 m) napravo. V kotlině v popředí leží Okrúhlé pleso, jedno z nejpozději rozmrzajících ples Vysokých Tater. Za rozsochou Kriváně vyčnívá Kôprovský štít (2363 m), v pozadí vpravo za ním pak Mengusovské štíty (2438 m) a zcela vpravo Vysoká (2547 m). Při pohledu k západu je vidět pokračování rozsochy Kriváně s vrcholem Ostré (2351 m) vlevo a vlastním vrcholem Kriváně (2495 m) vpravo; mezi nimi ční ještě vrchol Krátké (2375 m).